# Halectinosoma smirnovi
Halectinosoma smirnovi is een eenoogkreeftjessoort uit de familie van de Ectinosomatidae. De wetenschappelijke naam van de soort is voor het eerst geldig gepubliceerd in 1967 door Chislenko.